# Kleinviehberg

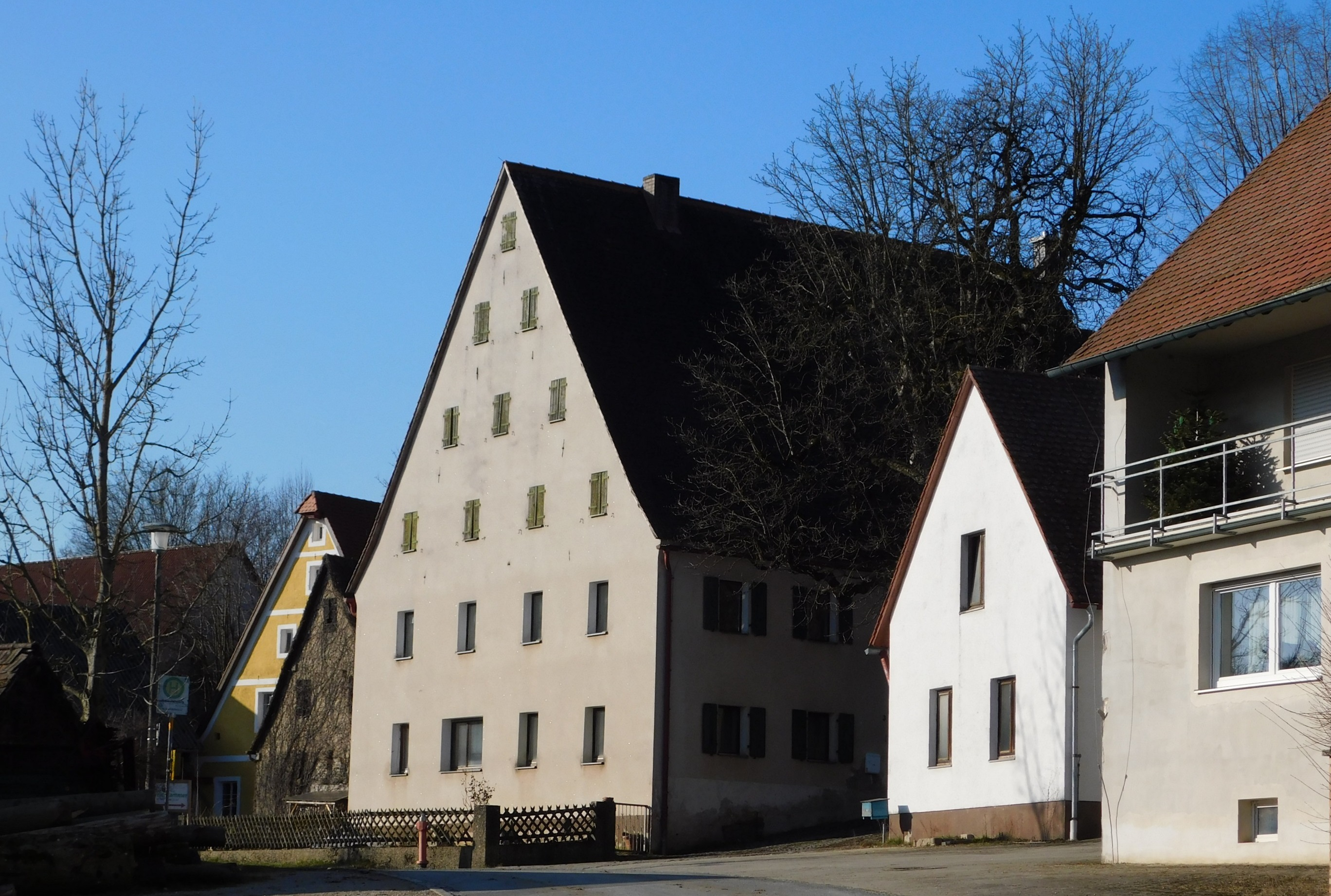
Ortsmitte von Kleinviehberg

Kleinviehberg ist ein zu Pommelsbrunn gehörender kleiner Ort, der auf einer Hochfläche der Hersbrucker Alb liegt.

## Lage
Der Weiler ist ein Gemeindeteil der Gemeinde Pommelsbrunn im Landkreis Nürnberger Land (Mittelfranken, Bayern) und liegt in der Gemarkung Hohenstadt. Eine Gemeindeverbindungsstraße führt nach Großviehberg (1,3 km nordwestlich) bzw. nach Hohenstadt zur Kreisstraße LAU 30 (1,4 km südöstlich).

## Geschichte
Der Ortsname Kleinviehberg kommt vermutlich von einem ersten Hof, auf dem hauptsächlich Vieh gezüchtet wurde. Die erste urkundliche Nennung des Ortes geht auf den 8. Februar 1326 zurück. An diesem Tag verkauften die damaligen Lehensherren von Hohenlohe-Brauneck den Ort zusammen mit Hohenstadt an den Nürnberger Burggrafen Friedrich IV. Vom 15. Jahrhundert (als es 1425 in einem markgräflichen Urbar beurkundet wurde) bis zum Beginn des 19. Jahrhunderts gehörte der Ort zum Territorium des Fürstentums Bayreuth (bzw. auch Markgraftum Brandenburg-Bayreuth genannt) und bildete zusammen mit Hohenstadt und Reckenberg eine Enklave im Pflegamt Hersbruck der Reichsstadt Nürnberg. Es wurde in dieser Zeit vom markgräflichen Oberamt Osternohe verwaltet, das sowohl die Dorf- und Gemeindeherrschaft, als auch die Hochgerichtsbarkeit über den Ort ausübte (wobei letztere von der Reichsstadt Nürnberg bestritten wurde). Kleinviehberg und das benachbarte Großviehberg waren Gemeindeteile der ehemaligen Gemeinde Hohenstadt. Mit der Gemeindegebietsreform wurde Kleinviehberg 1972 nach Pommelsbrunn eingemeindet, Großviehberg kam zu Hersbruck.